# 78393 Dillon
78393 Dillon è un asteroide della fascia principale. Scoperto nel 2002, presenta un'orbita caratterizzata da un semiasse maggiore pari a 2,6355622 UA e da un'eccentricità di 0,1104037, inclinata di 2,19034° rispetto all'eclittica.
L'asteroide è dedicato all'astronomo statunitense William G. Dillon.